# Mastophora melloleitaoi
Mastophora melloleitaoi är en spindelart som beskrevs av Canals 1931. Mastophora melloleitaoi ingår i släktet Mastophora och familjen hjulspindlar. Inga underarter finns listade i Catalogue of Life.